# Minhocas (filme)
Minhocas é um filme de animação brasileiro em stop-motion, produzido por Animaking, dirigido por Paolo Conti e Arthur Nunes, com ideia original de Paolo Conti e Arthur Nunes , escrito por Thomas Lapierre, entre outros. Lançado em 2013, é inspirado num curta-metragem homônimo, vencedor de 11 prêmios  no Brasil, incluindo Anima Mundi SP e RJ e Festival de Gramado, e do prêmio de exelência JVC Tokio Video Festival. O longa-metragem é uma co-produção entre Animaking, Glaz Entretenimento, Globo Filmes e 20th Century Fox.

## Enredo
Três minhocas, Júnior (11 anos), Linda (12 anos) e Neco (9 anos) enfrentam o terrível tatu-bola Big Wig, um ditador maníaco que, com a ajuda dos vermes da Gangue da Lama, pretende dominar todas as minhocas da terra através do hipnotismo e construir um Império onde os tatus-bola serão os senhores. Durante a aventura, Júnior, antes um garoto mimado e inseguro, descobrirá o valor da amizade, da coragem e da confiança em si próprio.

## Personagens
Júnior
é um garoto de 11 anos. Ele é o personagem de perfil heroico que se desenvolve como tal no processo do filme, começando como uma criança mimada e terminando mais inteligente e emocionalmente equilibrado. As motivações deles são o forçado amadurecimento dadas as dificuldades ao seu redor e seu novo interesse, na forma e presença do seu novo amigo Nico e do seu interesse romântico pela menina Linda. Júnior é um garoto de bom coração e dada sua inexperiência de vida, muito atrapalhado, o que o torna um personagem cheio de humor. Ele é uma criança-minhoca urbana com as fascinações típicas da infância, como é a sua obsessão pelo seu super-herói Mister Jumping. O tom do seu humor e disposição de evolução na história é muitas vezes assinalado pelo estilo do cabelo que usa. Sua marca registrada são os óculos de fundo de garrafa e sua mãe superprotetora.
Linda
é uma garota da mesma faixa etária de Júnior, independente e de tom rebelde, mas apesar disso, bem feminina. Ela é a típica menina que amadurece antes dos garotos da mesma idade. Ela é a sobrevivente na terra estranha, onde literalmente, esbarra em Júnior e Nico. Ela é uma menina de caráter endurecido pela vida, prática e com um lado muito sensível. Sua motivação é a mais pura sobrevivência, o que faz com grandes habilidades motoras e uma inteligência feminina sintética, o que a torna cheia de iniciativa. Ela se interessa por Júnior na medida em que ele vai complementando os seus aspectos reprimidos emocionalmente, dada a sua condição de náufraga num lugar opressivo. Linda tem um lado carismático sem ser arrogante, pois tem traços maternais e um senso de justiça muito claro. Linda é uma esportista nata e sua marca registrada é seu capacete e sua camiseta estilo “Bad girl” com um fósforo em chamas.
Nico
é o inteligentíssimo personagem nerd e devoto amigo de Júnior. Ele é como todo garoto que admira outro garoto um pouco mais velho. Nico possui a ingenuidade e a pureza de uma criança essencialmente boa e humilde. Por outro lado, ele manifesta sua inadequação social na medida em que está muito além da formação cultural e disposição ou fascínio pelos mais diversos assuntos, se comparado com outros garotos da sua geração. Nico é pouco habilidoso fisicamente mas tem grande inspiração para analisar problemas. Ele se torna o amigo inseparável de Júnior mesmo antes do outro corresponder sua amizade. Assim com Júnior, Nico é forçado a amadurecer sob condições adversas e dada sua pureza, sem os aspectos negativos dos mimos característicos de Júnior, é melhor aceito pelo grupo de crianças com quem se relaciona. A marca registrada de Nico é seu estilo de garoto nerd (cabelo) e seus dentes proeminentes.
BIG WIG
é o maior vilão da história. Como todo vilão megalomaníaco, ele cultua a própria imagem, fantasia dentro da lógica distorcida que criou para si e idealiza uma justificativa para modalidades de vingança gratuita. Big Wig é um gênio da mecânica e da eletrônica e como todo vilão clássico, se cerca de um grupo de capangas altamente especializados e um exército de escravos organizados. Ele é brutal e cheio de traumas sobre seu passado – que não chega a explicar ou mencionar. Traz consigo uma capacidade de trabalho somente comparável ao desejo de poder e total desrespeito pelos demais. Apesar de ser um mentor essencialmente intelectual, tem habilidades físicas extremas que as manifesta se necessário. Big wig tem um desenho malvado clássico, com sua cabeça grande e sua carapaça escura vilônica.
Cabelo
é um verme intestinal que trabalha para Big Wig. Seu apetite voraz por minhocas faz dele uma ameaça em potencial para qualquer minhoca “gordinha”. Sua parte preferida das minhocas são as pontinhas!
Canudo
é um verme de tequila que junto com Cabelo e Ranho formam a Gangue da Lama.
Ranho
é uma sanguessuga com gripe crônica. Seu catarro é tão grudento que ele usa como arma contra as minhocas.

## Elenco
- Cadu Paschoal como Júnior
- Daniel Boaventura como Big Wig
- Guilherme Briggs como Mister Jumping
- Anderson Silva como Hairy
- Rita Lee como Martha
- Jullie como Linda
- Yago Machado como Nico
- Duda Espinoza com Noodles
- Manolo Rey como Ranho
- Luiz Sérgio Navarro como Arthur
- Mário Monjardim como Vovô
- Isabella Fiorentino como Florence
- Sérgio Stern como François